# Тейлор, Джоан Шоу
Джоан Шоу Тейлор (англ. Joanne Shaw Taylor; род. 1986) — британская гитаристка и блюзовая певица, которую обнаружил Дэйв Стюарт из Eurythmics в возрасте 16 лет.
Она выпустила три студийных альбома, третий под названием Almost Always Never, был выпущен 17 сентября 2012 года.
Британское музыкальное издание Blues Matters!, называет Тейлор «новым лицом блюза».

## Биография
Тейлор выросла в городе Бирмингеме, Англия. Прониклась блюзом в подростковом возрасте, отдавала предпочтение Стиви Рэю Воэну, Альберту Коллинзу и Джимми Хендриксу. Дэйв Стюарт услышал как она играет, и в 2002 году пригласил Тейлор присоединиться к его группе D.U.P. на гастролях в Европе.
В мае 2009 года она выпустила свой дебютный альбом, White Sugar. При следующих турах в поддержку альбома, Тейлор сыграла шоу наряду с американской певицей и автором песен — Кенди Кейн.
Второй альбом Diamonds in the Dirt вышел в 2010 году. В том же году она выиграла награду лучший женский вокал в British Blues Awards.
Оба её альбома достигли пика на восьмом месте в US Billboard в списке блюзовых альбомов.
В 2011 на British Blues Awards получила награду за лучший женский вокал и авторскую песню «Same As It Never Was» из альбома Diamonds in the Dirt.
4 июня 2012 года, Тейлор играла на гитаре в группе Энни Леннокс на концерте Diamond Jubilee в Лондоне. Она сделала расширенное соло во время выступления перед Букингемском дворцом, на глазах у 12000 человек.
У Тейлор есть дом в Детройте.

## Дискография
- 2009 — White Sugar[англ.]
- 2010 — Diamonds in the Dirt[англ.]
- 2012 — Almost Always Never
- 2013 — Songs From The Road
- 2014 — The Dirty Truth
- 2016 — Wild
- 2019 — Reckless Heart
- 2021 — The Blues Album
- 2022 — Nobody's Fool
- 2024 — Heavy Soul